# Cristián Labbé Martínez
Cristián Andrés Labbé Martínez (Santiago, 6 de marzo de 1980) es un político chileno, militante del Partido Nacional Libertario, que se desempeña como diputado por el distrito N.° 8 (correspondiente a; Cerrillos, Colina, Estación Central, Lampa, Maipú, Til Til, Pudahuel y Quilicura) desde el 13 de abril de 2021, luego de que el anterior titular en el cargo, Patricio Melero, fuera designado ministro del Trabajo por el presidente Sebastián Piñera. Fue militante de la UDI.

## Biografía
Nació el 6 de marzo de 1980, en Santiago de Chile. Es hijo de Isabel Margarita Martínez y de Cristián Labbé Galilea,  coronel de Ejército en retiro ,  exintegrante de la Dirección de Inteligencia Nacional (DINA), exministro Secretario  General de Gobierno y   alcalde de la comuna de Providencia entre 1996 y 2012. y quien fuera condenado por torturas durante su paso por la Dina
Es hermano de José Labbé Martínez, quien fuera concejal de la comuna de Ñuñoa entre 2008 y 2012 y, candidato a diputado por el distrito N.° 21 en las elecciones de 2013.
Está divorciado y es padre de dos hijos.
En 2001, Labbé participó en un accidente de tránsito, en el cual atropelló en su moto a Elizabeth Flores Muñoz quien se bajaba de un taxi. La joven quedó durante días en coma, mientras que Labbé por su parte quedó en libertad.

### Estudios
Entre 1996 y 1998, cursó su educación media en el Liceo José Victorino Lastarria de Santiago, y entre 1999 y 2001, estudió en la Escuela Militar del Libertador Bernardo O'Higgins, entidad donde fue cadete.
Tiene estudios de administración y marketing en la Universidad Gabriela Mistral (UGM). En 2004 realizó un curso de marketing en la Universidad de Las Américas. En 2006, cursó el diplomado en comunicación y marketing digital en la Universidad Mayor, en Santiago.. En 2022 se tituló de la carrera de Administración Pública en la Universidad de las Artes, Ciencias y Comunicación (UNIACC), obteniendo el título profesional de Administrador Público.

### Vida pública
Entre 2007 y 2014, se desempeñó en distintas empresas y consultoras relativas al área de marketing.
Durante 2013 participó en el reality show Mundos opuestos 2 de Canal 13.
En 2013 fue director de la «Agencia Rana», que presta servicios integrales relacionados con imagen corporativa y fuerza de venta, cargo que actualmente ya no ocupa.
Desde el 21 de marzo de 2019 hasta abril de 2021 se desempeñó como director ejecutivo de la Corporación de Deportes y del Parque Mahuida en la comuna de La Reina, cargo que ocupó en paralelo con el de director ejecutivo en la Corporación de Deportes y Recreación de la misma comuna.

## Trayectoria política
Fue electo consejero regional por la circunscripción de Santiago IV en las elecciones de consejeros regionales de 2017 en las comunas de Ñuñoa, Providencia, Las Condes, Vitacura, Lo Barnechea y La Reina. Labbé fue considerado por la UDI como candidato a gobernador de la Región Metropolitana, pero el cupo de Chile Vamos fue finalmente asignado a Catalina Parot.
En abril de 2021, fue designado, en conformidad al artículo 51 de la Constitución, diputado de la República en representación de su partido UDI por el distrito N.° 8, compuesto por las comunas de Pudahuel, Cerrillos, Estación Central, Maipú, Colina, Lampa, Quilicura y Tiltil (Región Metropolitana), en reemplazo de Patricio Melero, quien fue designado el 7 de abril de ese año como ministro del Trabajo y de Previsión Social por el presidente Sebastián Piñera. Asumió el cargo el 13 de abril y pasó a integrar la Comisión de Trabajo y Seguridad Social además de la Comisión de Derechos Humanos y Pueblos Originarios y la Comisión de la Familia. Por otro lado, participó de la Comisión Especial Investigadora de actuaciones de la Superintendencia de Pensiones, Comisión para el Mercado Financiero y Servicio de Impuestos Internos, en la fiscalización de inversiones de AFP (CEI 58), la comisión investigadora de las actuaciones del Ministerio del Interior, Carabineros y la PDI, desde el 18 de octubre de 2019 a la fecha, en relación con el estallido social y de la Comisión Especial Investigadora de Actos de Ministerio de Justicia y Derechos Humanos, Subsecretaría de la Niñez y Sename Relativos a Medidas de Resguardo a Menores de Edad Vulnerados, de Responsabilidad Política de Dicha Cartera en Dictación de Reglamento Sobre Otorgamiento de Libertad Condicional de Ley N° 21.124 y su Eventual Contribución a Proceso de Reinserción Social de Condenados Bajo ese Sistema (CEI 55).
En las elecciones parlamentarias de 2021 fue electo popularmente como diputado por el Distrito 8 para el período legislativo 2022- 2026, siendo el único de los parlamentarios designados en lograr ser electo en la Cámara de Diputadas y Diputados de Chile o en el Senado de Chile, asumiendo el 11 de marzo de 2022, cargo que ocupa hasta la fecha. Actualmente integra las comisiones de Trabajo y Seguridad Social, de Derechos Humanos y Pueblos Originarios y de Relaciones Exteriores, Asuntos Interparlamentarios e Integración Latinoamericana. Además, participa en la comisión investigadora sobre hechos ocurridos en la empresa Kayser y es Presidente de la Bancada Municipal, enfocada en fortalecer el trabajo con los municipios y apoyar en la legislación de proyectos enfocados a mejorar su labor de gobiernos locales.
El 5 de marzo del año 2025 renunció a su militancia en la UDI para formar parte del Partido Nacional Libertario de Johannes Kaiser.

## Historial electoral

### Elecciones de consejeros regionales de 2017
- Elecciones de consejero regional, por la circunscripción Santiago IV Nororiente (La Reina, Las Condes, Lo Barnechea, Ñuñoa, Providencia y Vitacura)[8]

### Elecciones parlamentarias de 2021
- Elecciones parlamentarias de 2021, candidato a diputado por el distrito 8 (Cerrillos, Colina, Estación Central, Lampa, Maipú, Til Til, Pudahuel y Quilicura)[9]